# روکا کاناوزه
روکا کاناوزه (به ایتالیایی: Rocca Canavese) یک کومونه در ایتالیا است که در استان تورین واقع شده‌است.

## خصوصیات
روکا کاناوزه ۱۴٫۲ کیلومترمربع مساحت و ۱٬۷۸۱ نفر جمعیت دارد و ۴۲۱ متر بالاتر از سطح دریا واقع شده‌است.